# La Chapelle-Heulin
La Chapelle-Heulin è un comune francese di 2 997 abitanti situato nel dipartimento della Loira Atlantica nella regione dei Paesi della Loira.

## Società

### Evoluzione demografica
Abitanti censiti